# 肉质伏石蕨
肉质伏石蕨（学名：Lemmaphyllum carnosum）为水龙骨科伏石蕨属下的一个种。